# Mučín
Mučín, ungarisch Mucsiny (alternativ auch Mucsény) ist eine Gemeinde im Süden der Slowakei mit 771 Einwohnern (Stand 31. Dezember 2024). Sie gehört zum Okres Lučenec, einem Kreis des Banskobystrický kraj, und ist zugleich Teil der traditionellen Landschaft Novohrad.

## Geographie

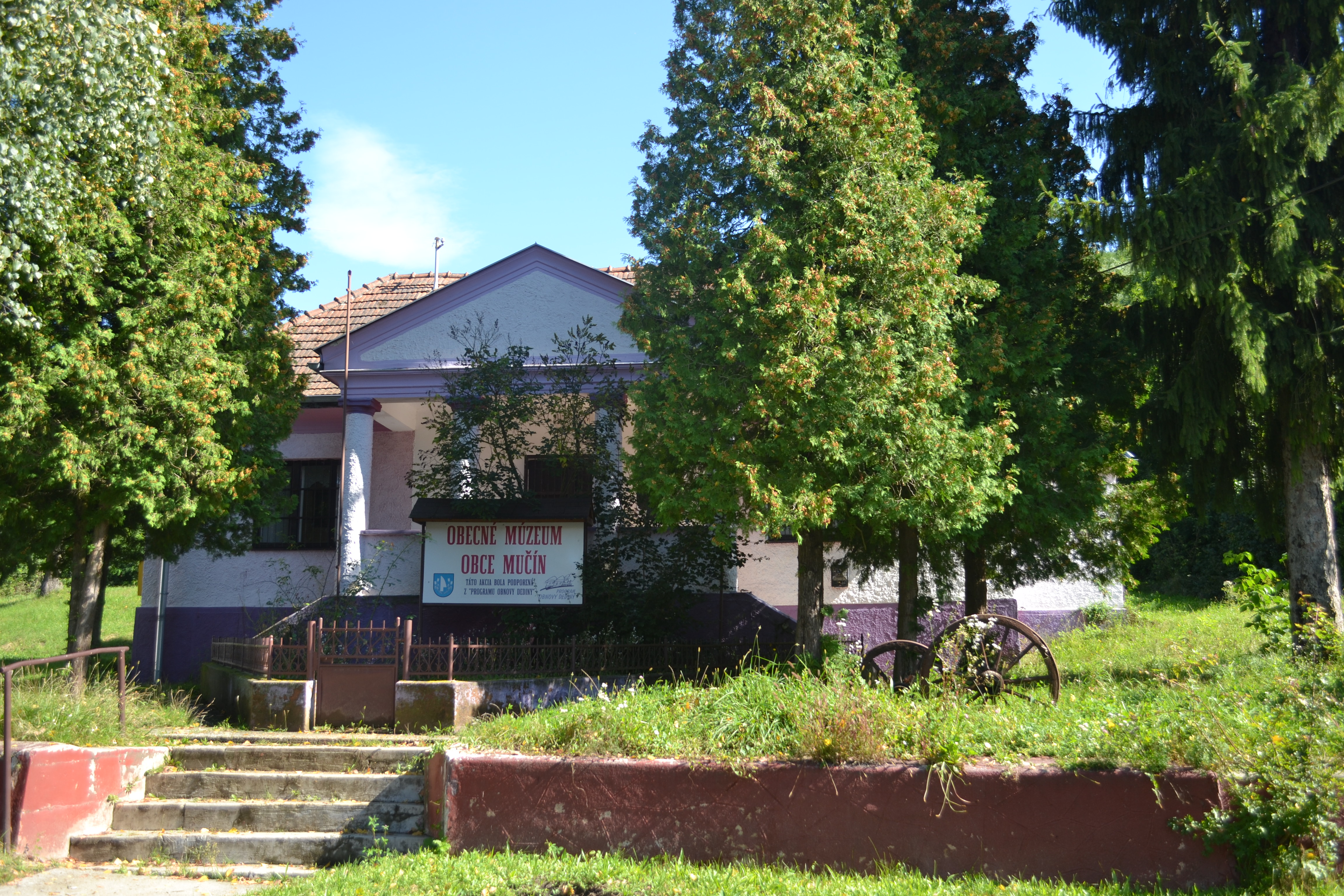
Landsitz und Museum

Die Gemeinde befindet sich im Westteil des Berglands Cerová vrchovina im Tal des Mučínsky potok im Einzugsgebiet des Ipeľ, nahe der Staatsgrenze zu Ungarn. Das Ortszentrum liegt auf einer Höhe von 195 m n.m. und ist 10 Kilometer von Lučenec entfernt.
Zur Gemeinde gehören neben dem Hauptort auch die Weiler Podvrch und Telka.
Nachbargemeinden sind Rapovce im Norden, Pleš im Osten, Lipovany im Süden, Ipolytarnóc (H) im Südwesten und Kalonda im Westen.

## Geschichte

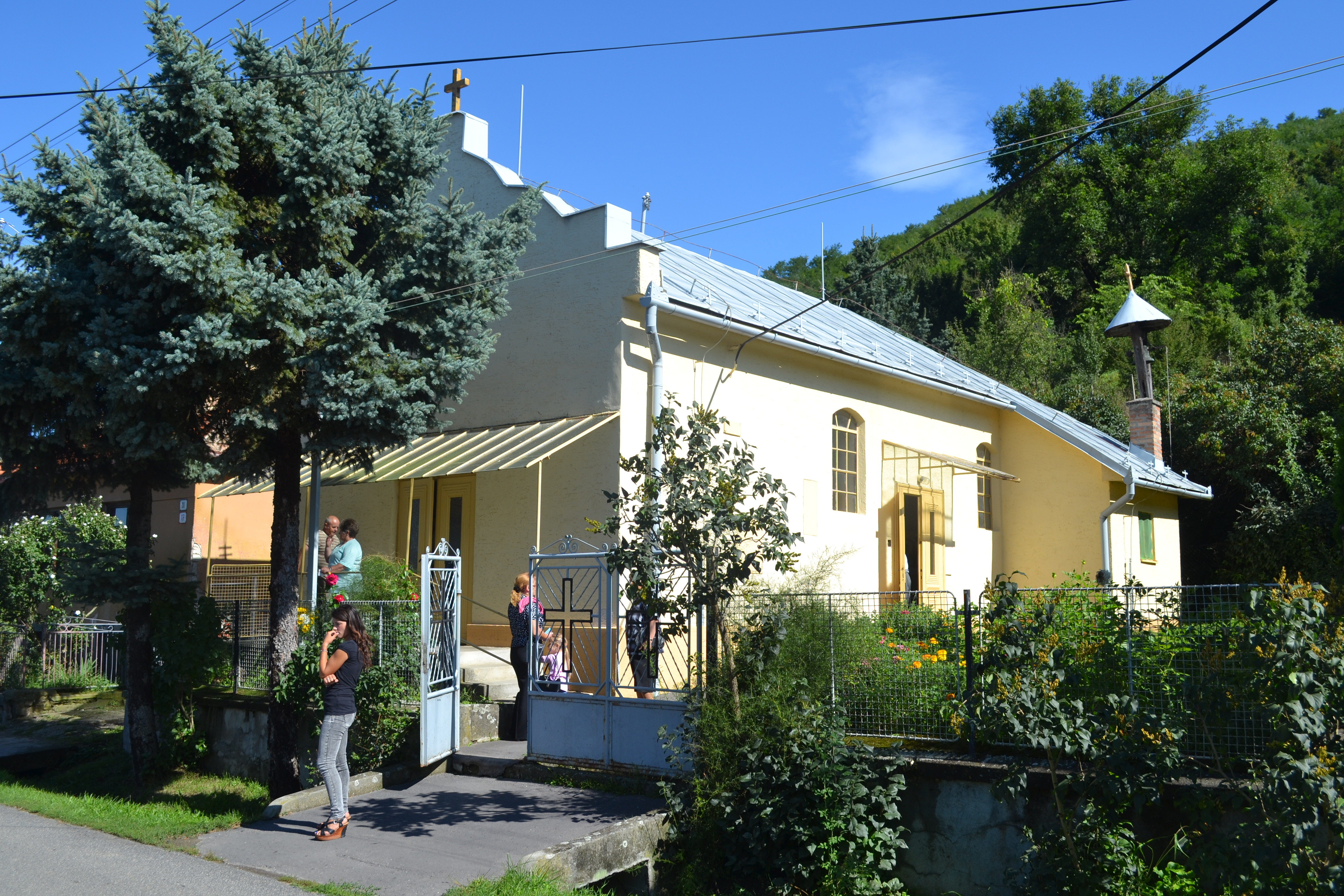
Kirche Mariä Geburt im Ort

Mučín wurde zum ersten Mal 1246 als Mwszink schriftlich erwähnt und war vom 13. bis zum 16. Jahrhundert ein Untertanen-Dorf in der Herrschaft der Burg Fileck. Nach der türkischen Besetzung des Gebiets zwischen 1544 und 1593 wurde der Ort zerstört und bis zur Mitte des 18. Jahrhunderts verwüstet. Danach entstand Mučín als Siedlung und wurde in der zweiten Hälfte des 19. Jahrhunderts eigenständige Gemeinde. 1828 zählte man 34 Häuser und 219 Einwohner, die als Landwirte beschäftigt waren. Es gab ein Großgut der Familie Wohl, ab 1870 eine Brennerei (bis 1945), bis 1920 gab es ein Hefewerk.
Bis 1918/1919 gehörte der im Komitat Neograd liegende Ort zum Königreich Ungarn und kam danach zur Tschechoslowakei beziehungsweise heute Slowakei. Auf Grund des Ersten Wiener Schiedsspruchs lag er von 1938 bis 1944 noch einmal in Ungarn.

## Bevölkerung
| Jahr                | 1994 | 2004    | 2014     | 2024    |
| ------------------- | ---- | ------- | -------- | ------- |
| Anzahl der Personen | 676  | 687     | 772      | 771     |
| Unterschied         |      | +1,62 % | +12,37 % | −0,12 % |

| Jahr                | 2023 | 2024    |
| ------------------- | ---- | ------- |
| Anzahl der Personen | 761  | 771     |
| Unterschied         |      | +1,31 % |

Gemäß der Volkszählung 2011 wohnten in Mučín 750 Einwohner, davon 526 Slowaken, 130 Magyaren, 20 Roma, zwei Tschechen und ein Ukrainer. 71 Einwohner machten keine Angabe zur Ethnie.
549 Einwohner bekannten sich zur römisch-katholischen Kirche, 17 Einwohner zur Evangelischen Kirche A. B., 14 Einwohner zu den christlichen Gemeinden, sechs Einwohner zur jüdischen Gemeinde, jeweils zwei Einwohner zur orthodoxen Kirche, zur reformierten Kirche und zur tschechoslowakischen hussitischen Kirche sowie jeweils ein Einwohner zu den Siebenten-Tags-Adventisten, zu den Zeugen Jehovas, zur apostolischen Kirche und zur Griechisch-katholischen Kirche. 32 Einwohner waren konfessionslos und bei 122 Einwohnern wurde die Konfession nicht ermittelt.

## Bauwerke und Denkmäler
- Landsitz im klassizistischen Stil aus der ersten Hälfte des 19. Jahrhunderts
- römisch-katholische Kirche Mariä Geburt